# Campionati europei a squadre di marcia 2025
I Campionati europei a squadre di marcia 2025 (2025 European Race Walking Team Championships) si sono svolti il 18 maggio a Poděbrady, in Repubblica Ceca. 

## Medagliati

### Uomini
| Specialità                      | Oro                                                                      | Prestazione | Argento                                                           | Prestazione | Bronzo                                                      | Prestazione |
| 20 km                           | Paul McGrath                                                             | 1h18'05"    | Francesco Fortunato                                               | 1h18'16"    | Gabriel Bordier                                             | 1h18'23"    |
| 35 km                           | Massimo Stano                                                            | 2h20'43"    | Christopher Linke                                                 | 2h23'21"    | Miguel Ángel López                                          | 2h23'48"    |
| 10 km (under 20)                | Giuseppe Disabato                                                        | 39'28"      | Joan Querol                                                       | 40'58"      | Alessio Coppola                                             | 41'09"      |
| Gara a squadre 20 km            | Italia Francesco Fortunato Andrea Cosi Michele Antonelli Nicola Lomuscio | 16 p.       | Spagna Paul McGrath Álvaro López Iván López José Manuel Pérez     | 16 p.       | Ungheria Máté Helebrandt Bence Venyercsán Norbert Tóth      | 50 p.       |
| Gara a squadre 35 km            | Italia Massimo Stano Riccardo Orsoni Matteo Giupponi Teodorico Caporaso  | 14 p.       | Spagna Miguel Ángel López Daniel Chamosa Manuel Bermúdez Marc Tur | 18 p.       | Germania Christopher Linke Johannes Frenzl Jonathan Hilbert | 31 p.       |
| Gara a squadre 10 km (under 20) | Italia Giuseppe Disabato Alessio Coppola Niccolò Vidal                   | 4 p.        | Spagna Joan Querol Pablo González Daniel Monfort                  | 7 p.        | Ucraina Roman Horbachov Eduard Muravskyi Illia Tyshkevych   | 17 p.       |

### Donne
| Specialità                      | Oro                                                                              | Prestazione | Argento                                                              | Prestazione | Bronzo                                                                          | Prestazione |
| 20 km                           | Ljudmyla Oljanovs'ka                                                             | 1h27'56"    | Clémence Beretta                                                     | 1h28'05"    | Pauline Stey                                                                    | 1h28'18"    |
| 35 km                           | María Pérez                                                                      | 2h38'59"    | Antonella Palmisano                                                  | 2h39'35"    | Nicole Colombi                                                                  | 2h41'47"    |
| 10 km (under 20)                | Sofia Santacreu                                                                  | 43'57"      | Chloe Le Roch                                                        | 44'02"      | Serena Di Fabio                                                                 | 44'08"      |
| Gara a squadre 20 km            | Francia Clémence Beretta Pauline Stey Ana Delahaie Camille Moutard               | 15 p.       | Spagna Antia Chamosa Paula Juarez Lidia Sanchez-Puebla Lucia Redondo | 17 p.       | Ucraina Ljudmyla Oljanovs'ka Mariia Sakharuk Olena Sobchuk Valeriya Sholomitska | 24 p.       |
| Gara a squadre 35 km            | Italia Antonella Palmisano Nicole Colombi Federica Curiazzi Eleonora Anna Giorgi | 10 p.       | Spagna María Pérez Cristina Montesinos Beatriz Cantero               | 18 p.       | -                                                                               | -           |
| Gara a squadre 10 km (under 20) | Spagna Sofia Santacreu Claudia Ventura Júlia Suárez Pizà                         | 6 p.        | Francia Chloe Le Roch Marine Merbitz Léna Auvray                     | 9 p.        | Italia Serena Di Fabio Elisa Marini Francesca Gloria Buselli                    | 12 p.       |

## Medagliere
| Posizione | Paese    | Oro | Argento | Bronzo | Totale |
| --------- | -------- | --- | ------- | ------ | ------ |
| 1         | Italia   | 6   | 2       | 4      | 12     |
| 2         | Spagna   | 4   | 6       | 1      | 11     |
| 3         | Francia  | 1   | 3       | 2      | 6      |
| 4         | Ucraina  | 1   | 0       | 2      | 3      |
| 5         | Germania | 0   | 1       | 1      | 2      |
| 6         | Ungheria | 0   | 0       | 1      | 1      |
| Totale    | Totale   | 12  | 12      | 11     | 35     |